# 橫帶若梅鯛
石氏擬烏尾鮗（学名：Paracaesio stonei），又名橫帶若梅鯛、雞仔魚，为笛鯛科若梅鯛屬下的一个种。分布於西太平洋區，從琉球群島至薩摩亞群島、澳洲東北部海域，棲息深度200-320公尺，體長可達50公分，生活在大陸棚、大陸坡，屬肉食性，可做為食用魚。

## 擴展閱讀
維基物種上的相關：橫帶若梅鯛